# .st
.st is het achtervoegsel van domeinen van websites uit Sao Tomé en Principe. De registrator positioneert .st als .star.

## Gebruik
Hoewel .st bedoeld is voor gebruik in Sao Tomé en Principe, wordt het domein door een grote variëteit aan organisaties gebruikt.
- De community rondom programmeertaal Smalltalk gebruikt diverse websites eindigend op .st.
- Sommige bedrijven in het Oostenrijkse Stiermarken gebruiken .st als afkorting voor hun deelstaat.
- Sommige registraties in het Italiaanse Zuid-Tirol gebruiken .st als afkorting van de Duitse naam Südtirol.
- The Washington Post (wapo.st) gebruikt .st voor een verkorte URL.
- PlayStation (play.st) gebruikt .st voor een verkorte URL.